# 144000
144000是一个正整数。由于在《圣经·启示录》中提到，该数字对于基督徒有特别的意义。

## 在數學中
- 合數，正因數有1、2、3、4、5、6、8、9、10、12、15、16、18、20、24、25、30、32、36、40、45、48、50、60、64、72、75、80、90、96、100、120、125、128、144、150、160、180、192、200、225、240、250、288、300、320、360、375、384、400、450、480、500、576、600、640、720、750、800、900、960、1000、1125、1152、1200、1440、1500、1600、1800、1920、2000、2250、2400、2880、3000、3200、3600、4000、4500、4800、5760、6000、7200、8000、9000、9600、12000、14400、16000、18000、24000、28800、36000、48000、72000和144000。
質因數分解為{\displaystyle 2^{7}\times 3^{2}\times 5^{3}}。
- 過剩數，真因數和為373140，盈度為229140。
- 十进制的哈沙德數。
- 十进制的等數位數。

## 在圣经中
- 《启示录》第7章记载，末日前以色列十二支派有144000人受神的印，每支派各有12000人[1]。另外，《启示录》第14章也提到了“144000人”，代表天選之人。[2][3]

## 意義
144000是代表完完全全，是將 12x12x10x10x10 (12x12(神的所有子民)10x10x10(則完全)。在以色列文化中十二代表一群的人，而十則代表完整)